# ロイヤル・ストレート・フラッシュ (近藤真彦の曲)
「ロイヤル・ストレート・フラッシュ」は、近藤真彦12作目のシングルレコード。
1983年11月1日に発売された。発売元はRVC。

## 概要
表題曲の最後部歌詞「かたくなな気持ちが溶けて」を「かたくなな気持ちも溶けて」と、当時歌番組で歌唱することが大半だった。

## 収録曲
- 両楽曲共に、作詞：松本隆

1. ロイヤル・ストレート・フラッシュ（3分27秒）
作曲：筒美京平／編曲：松下誠／ブラス編曲：馬飼野康二
2. 流線形のハート（3分58秒）
作曲・編曲：馬飼野康二